# Sigfrid Edström
Johannes Sigfrid Edström (Morland, 21 de noviembre de 1870-18 de marzo de 1964) fue un industrial sueco y el cuarto presidente del Comité Olímpico Internacional (COI).
Edström nació en la pequeña ciudad de Morland, la isla de Orust, Provincia de Bohuslän. Estudió en la Universidad de Tecnología Chalmers en Gothenburg y más tarde se trasladó a Suiza y Estados Unidos. De joven fue un velocista de élite, capaz de correr los 100 metros en 11 segundos. Fue director de la compañía de ingeniería eléctrica ASEA de 1903 a 1933 y presidente de esta desde 1934 hasta 1939.
Edström estuvo involucrado con la administración deportiva en Suecia y ayudó a organizar los Juegos Olímpicos de 1912, celebrada en Estocolmo. Durante los juegos, se creó la Asociación Internacional de Federaciones de Atletismo y Edström fue elegido su primer presidente, permaneciendo en el cargo hasta 1946.
Se convirtió en miembro del Comité Olímpico Internacional en 1920 y, después de tomar una posición en el Comité Ejecutivo, fue nombrado vicepresidente en 1931. Con la muerte de Henri de Baillet-Latour en 1942, fue nombrado presidente del COI, hasta el final de la Segunda Guerra Mundial, cuando fue oficialmente elegido presidente. Jugó un importante rol en la reactivación del Movimiento Olímpico después del final de la guerra. Dejó el cargo en 1952 y fue sucedido por Avery Brundage.